# Лажборовица
Лажборовица — река на северо-востоке Костромской области России. Устье реки находится в 19 км от устья Нюрюга по левому берегу. Длина реки составляет 20 км, площадь водосборного бассейна — 112 км².
Исток находится северо-восточнее деревень Якунинцы и Прошутино в 13 км к северо-западу от села Боговарово. Течёт по ненаселённому лесу на север, крупнейшие притоки — Баранья и Мостовица (левые). Впадает в Нюрюг у деревни Лажборовица.

## Данные водного реестра
По данным государственного водного реестра России относится к Верхневолжскому бассейновому округу, водохозяйственный участок реки — Ветлуга от истока до города Ветлуга, речной подбассейн реки — Волга от впадения Оки до Куйбышевского водохранилища (без бассейна Суры). Речной бассейн реки — (Верхняя) Волга до Куйбышевского водохранилища (без бассейна Оки).
Код объекта в государственном водном реестре — 08010400112110000041158.